# クチヒゲタマリン
クチヒゲタマリン (Saguinus mystax）は、哺乳綱霊長目オマキザル科（マーモセット科とする説もあり）に分類されるタマリンの一種。三つ葉のクローバーの形をした白い口髭が特徴。

## 分布
ブラジル（アクレ州、アマゾナス州）、ペルー

## 形態
体長（頭胴長）235 - 280ミリメートル。尾長365 - 424ミリメートル。体重450 - 650グラム。メスはオスよりもわずかに大きい。体色は黒っぽく、鼻部および口部周辺の毛が白い。尾は黒い。

## 分類

アカボウシクチヒゲタマリンS. m. pileatus

かつてはクチヒゲタマリンS. mystax・アカボウシタマリンS. pileatus・レンベルグタマリンS. plutoの3種として分類されていたが、1968年にP. Hershkovitzによりこれらが同種とされて以降は本種に3亜種を認める説が有力となっていた。一方で2001年にC. P. Grovesによりアカボウシタマリンのみを独立種とし、本種に基亜種スピックスクチヒゲタマリンS. m. mystaxと亜種シロシリクチヒゲタマリンS. m. plutoの2亜種を含めるとする説も提唱されたが、Rylands et al. (2016) の分類ではHershkovitzの体系が踏襲された。
以下の亜種の分類・英名は、Rylands et al. (2016) に従う。和名は名取 (2003) に従う。
Saguinus mystax mystax (Spix, 1823) スピックスクチヒゲタマリン Spix's moustached tamarin
ブラジル（Juruá川以西）、ペルー（Ucayali川およびTapiche川以東）
頭部は淡黒色。背面は淡黒褐色で、黄土色がかった橙色と黒色の斑模様が入る。
Saguinus mystax pileatus (I. Geoffroy Saint-Hilaire & Deville, 1848) アカボウシクチヒゲタマリン Red-cap moustached tamarin
ブラジル（Purus川以西）
頭頂部の毛が赤く、帽子状。独立種アカボウシタマリンS. pileatusとする説もあった。
Saguinus mystax pluto (Lönnberg, 1926) シロシリクチヒゲタマリン White-rump moustached tamarin
ブラジル。Purus川以東からMadeira川にかけて分布するという説があるが、Purus川以西からCoarí川にかけてとする説もある。
頭部は黒色。尾の基部から陰部にかけて白い。独立種レンベルグタマリンS. plutoとする説もあった。
2022年には亜種アカボウシクチヒゲタマリンと亜種シロシリクチヒゲタマリンをS. pileatusとして分割する説が提唱され、さらにJuruá川・Tefé川間の個体群がS. kulinaとして記載されている。この説に従えば狭義の本種は基亜種のみで構成される単型種となる。
以下の分類・英名は、Lopes et al. (2023) に従う。
Saguinus mystax (Spix, 1823) Spix's mustached tamarin
亜種スピックスクチヒゲタマリンのみを含む。
Saguinus pileatus (I. Geoffroy Saint-Hilaire & Deville, 1848)
亜種アカボウシクチヒゲタマリンS. pileatus pileatusと亜種シロシリクチヒゲタマリンS. pileatus plutoを含む。
Saguinus kulina Lopes, Rohe, Bertuol, Polo, Lima, Valsecchi, Santos, Nash, Silva, Boubli, Farias & Hrbek, 2022 Kulinas' tamarin
ブラジル（Juruá川以東からTefé川にかけて）
頭頂部は淡黒褐色。背面は淡黒褐色で、黄色と黒色の斑模様が入る。

## 生態
昼行性。樹上性で、森林の中層部や上層部で生活する。下層部で生活するセマダラタマリン類との混群を形成する。
おもに果実、花、花蜜、樹脂、昆虫などを食べ、トカゲ・カエル・幼鳥などの脊椎動物も食べる。